# André Toscano
Pour les articles homonymes, voir Toscano.
André Toscano est un acteur français de théâtre et de cinéma, actif de 1945 à 1994.

## Biographie

### Vie privée
Dans les années 1950, il fréquente d'autres acteurs de sa génération dans une boite du quartier des Champs-Élysées, dont Michel Auclair, Maurice Ronet, Christian Marquand, tous proches de Robert Hossein dont il est l'ami depuis ses débuts.

## Filmographie
- 1950 : Le Trésor des Pieds-Nickelés de Marcel Aboulker : Jacques
- 1956 : Pardonnez nos offenses de Robert Hossein
- 1956 : Et Dieu… créa la femme de Roger Vadim : René, l'ami de Lucienne, qui se bat avec Michel (Jean- Louis Trintignant)
- 1956 : Zaza de René Gaveau : Bussy
- 1964 : La Mort d'un tueur de Robert Hossein : Flipper
- 1994 : L'Affaire (ou La dernière carte) de Sergio Gobbi : Henri Charlet

## Théâtre
- 1945 : Mimi ou la Vie de Bohême d'Henry Murger, adaptation de Paul Gelin-Nigel, mise en scène Jean Vernier, Théâtre des Noctambules
- 1954 : Dr Jekyll et Mr. Hyde adaptation de Frédéric Dard, mise en scène Robert Hossein, Théâtre du Grand-Guignol : le Dr Jekyll